# Susanne Kraißer

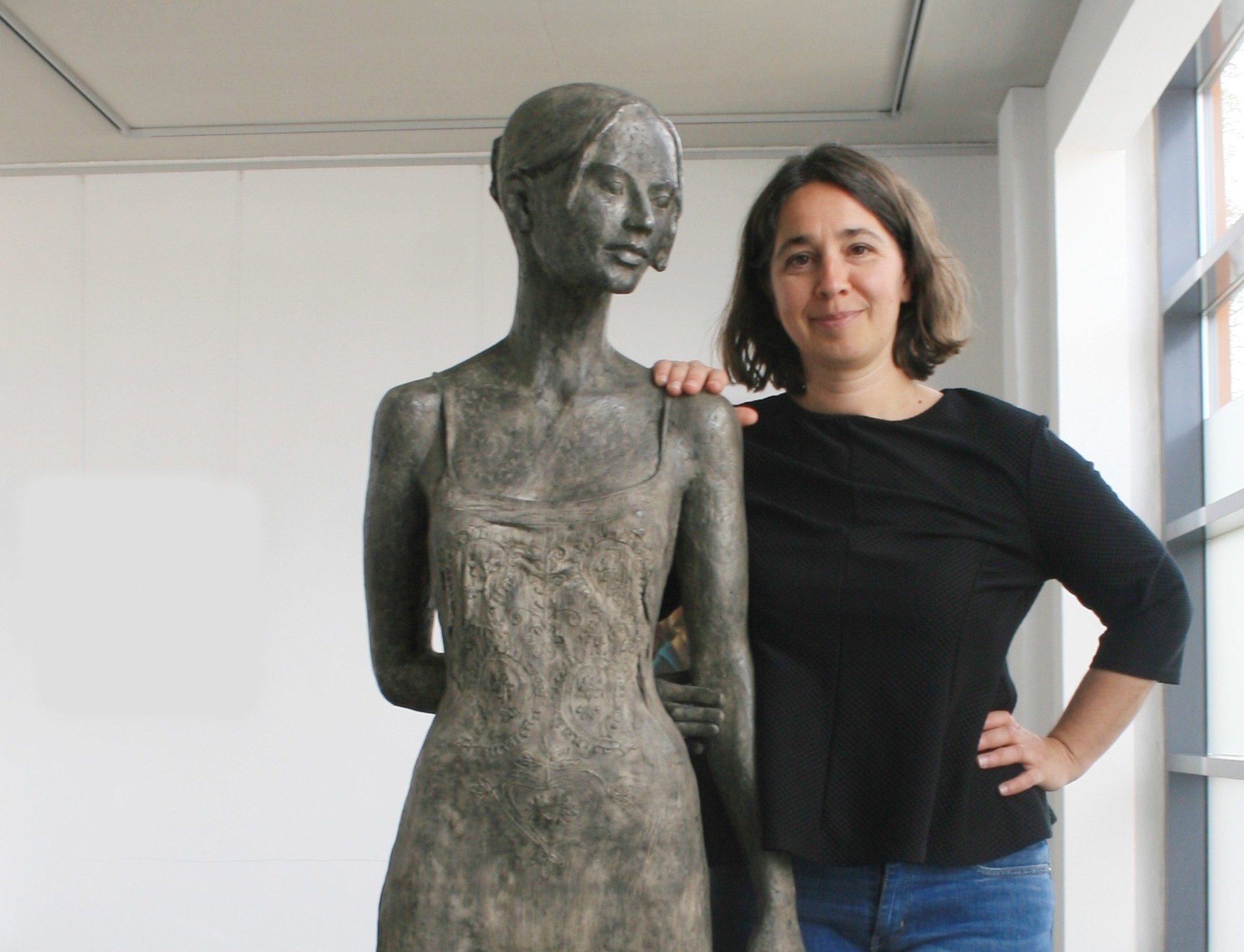
Susanne Kraißer mit Bronzeplastik Sommerkälte

Susanne Kraißer (* 1977 in Rosenheim) ist eine deutsche Bildhauerin.

## Biografie
Nach einer Ausbildung zur Holzbildhauerin 1994 bis 1997 in München arbeitete Kraißer zwei Jahre an Eichenholzprojekten in Schweden. Von 2000 bis 2006 studierte sie Bildhauerei an der Akademie der Bildenden Künste Nürnberg bei Christian Höpfner, einem Künstler der Berliner Bildhauerschule und Schüler von Richard Scheibe. Christian Höpfner ernannte sie 2003 zur Meisterschülerin, eine besondere Auszeichnung für besonders talentierte Studenten.
2006 bis 2008 studierte sie Freie Kunst an der Hochschule für Künste Bremen bei Bernd Altenstein, einem Künstler, der zusammen mit Waldemar Otto die Bremer Bildhauerschule prägte. 2007 erhielt sie für ihre besonderen Leistungen ein Diplom mit Auszeichnung, 2008 war sie ebenfalls bei Bernd Altenstein in der Meisterschülerklasse.
Seit 2006 arbeitet und lebt sie mit ihrer Familie in Bad Belzig im Naturpark Hoher Fläming in der Nähe von Potsdam.

## Arbeitsweise und Entwicklung

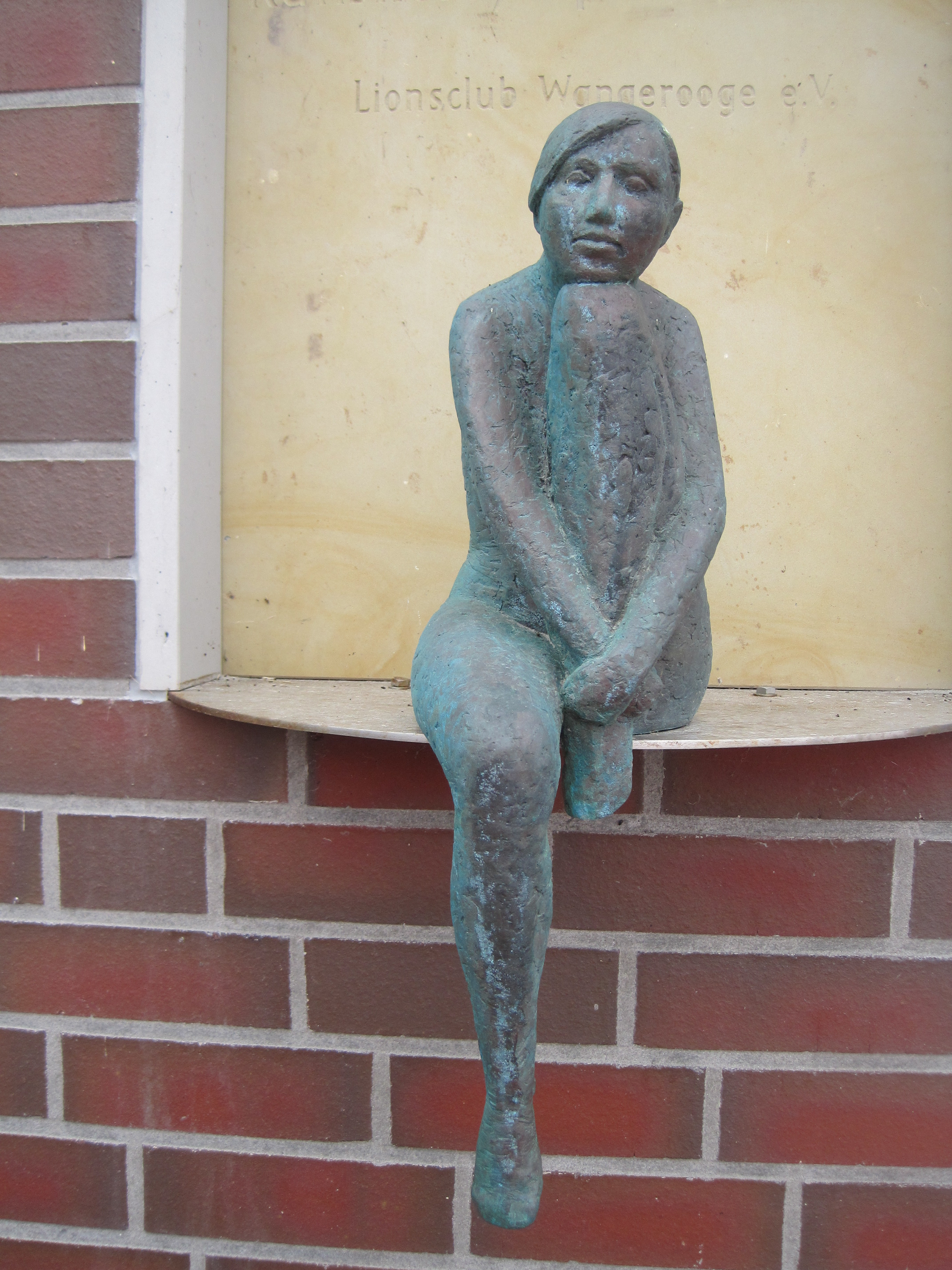
Sehnsucht von Susanne Kraißer

Susanne Kraißer ist eine zeitgenössische Künstlerin, die mit ihren Bronzefiguren eine Vertreterin der figurativen Kunst und figürlichen Bildhauerei und Plastik ist. Gegenständlich am Thema Mensch zu arbeiten, ist für sie eine Selbstverständlichkeit und geäußertes Grundbedürfnis. Ihre intim anmutenden Miniaturen und ihre formal klare komponierten Großformate zum Thema Frauenkörper und Paar stellen Polaritäten wie Labilität und Stärke oder Fragilität und Masse dar. Stets die Zartheit und Vorläufigkeit der Oberfläche betonend, gibt sie der verwischten Silhouette den Anschein von Schärfe. In dieser Andeutung liegt ihre Präzision. Oft arbeitet sie seriell, erschafft so mehrere Arbeiten zum gleichen Thema. Diese Entwicklung zeigt sie in öffentlichen Präsentation oft zusammen.
Ihr künstlerischer Weg führte sie nach den Anfangsjahren mit Skulpturen aus Holz hin zu Plastiken: modellierte Werke in Bronzeguss. Anfangs setzte sie sich intensiv mit dem Begriff und der Grenze der Miniatur und Kleinplastik in der zeitgenössischen Kunst auseinander. Ihre Arbeiten waren präzise unscharf, skizzenhaft und zeichenhaft. In den letzten Jahren entstehen immer mehr großformatige Bronzeplastiken als raumgreifende, architektonisch klar konstruierte Arbeiten der figürlichen Bildhauerei.

## Auszeichnungen
- 1998: Leonardo da Vinci Stipendium
- 1994 bis 1997: Begabtenförderung des Landes Bayern
- 2000/2001: Klassenpreis der Bildhauerklasse Höpfner
- 2004: Oskar-Karl-Forster-Stipendium des Bayerischen Staatsministeriums
- 2004: Kunstförderpreis Hollfeld
- 2006: 1. Preis Münze, Bundesamt für Bauwesen und Raumordnung, Berlin
- 2006: 1. Preis Medaille, Firmengärten, Senat für Bau, Umwelt und Verkehr, Bremen
- 2012: 1. Preis, Medaille, Buderus Kunstguss, Hirzenhain

## Arbeiten im öffentlichen Raum
- 2006: Medaille Firmengärten, Senat für Bau, Umwelt und Verkehr, Bremen
- 2007: Brunnengestaltungselemente, Stadt Bad Belzig
- 2008: Bronzeplastik „Sitzende (Sehnsucht)“, Insel Wangerooge
- 2008: Bronzeplastiken „Tanz am Abgrund“, SWB Bremerhaven
- 2009: Skulptur „Sitzendes Mädchen“, Kulturpark Tutti Kiesi, Rheinfelden bei Basel
- 2010: Skulptur „Sitzende“, A + O Worpswede
- 2012: Bronzeplastiken, Gutspark Klein Glien
- 2013: Bronzeplastik „Sitzende“, Schloß Laubach
- 2017: Plastik „Sitzende“, KVG Stade
- 2021: Bronzeplastik „Ebbe“, Goldwerk im Klosterhof, Rostock

## Werke (Auswahl)

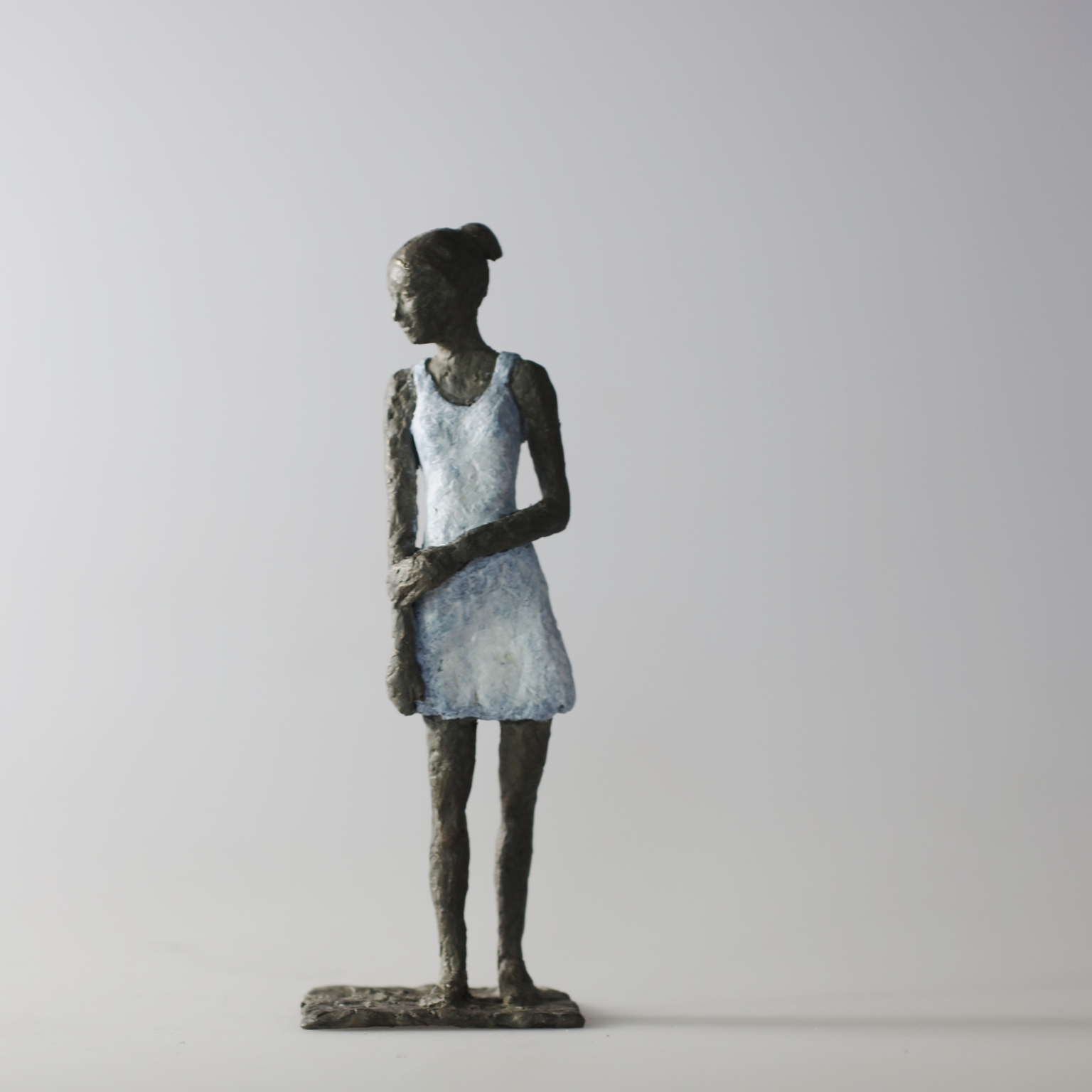
Mädchen mit Mini, Bronzefigur von Kraißer

- „Entfaltung“, 2004
- „Lautlos“, 2005
- „Zeichen“, 2005–2010
- „Körperlandschaft“, 2008
- „Mädchen mit Mini“, Serie, 2011 bis heute
- „An der Wasserkante“, Serie Wandplastiken, 2011 bis heute
- „Lulu“, 2013
- „Heute hier, morgen dort“, 2014
- „Sommerkälte“, 2015
- „Laut Hegel gibt es Einheit nur um den Preis der Entzweiung“, 2015

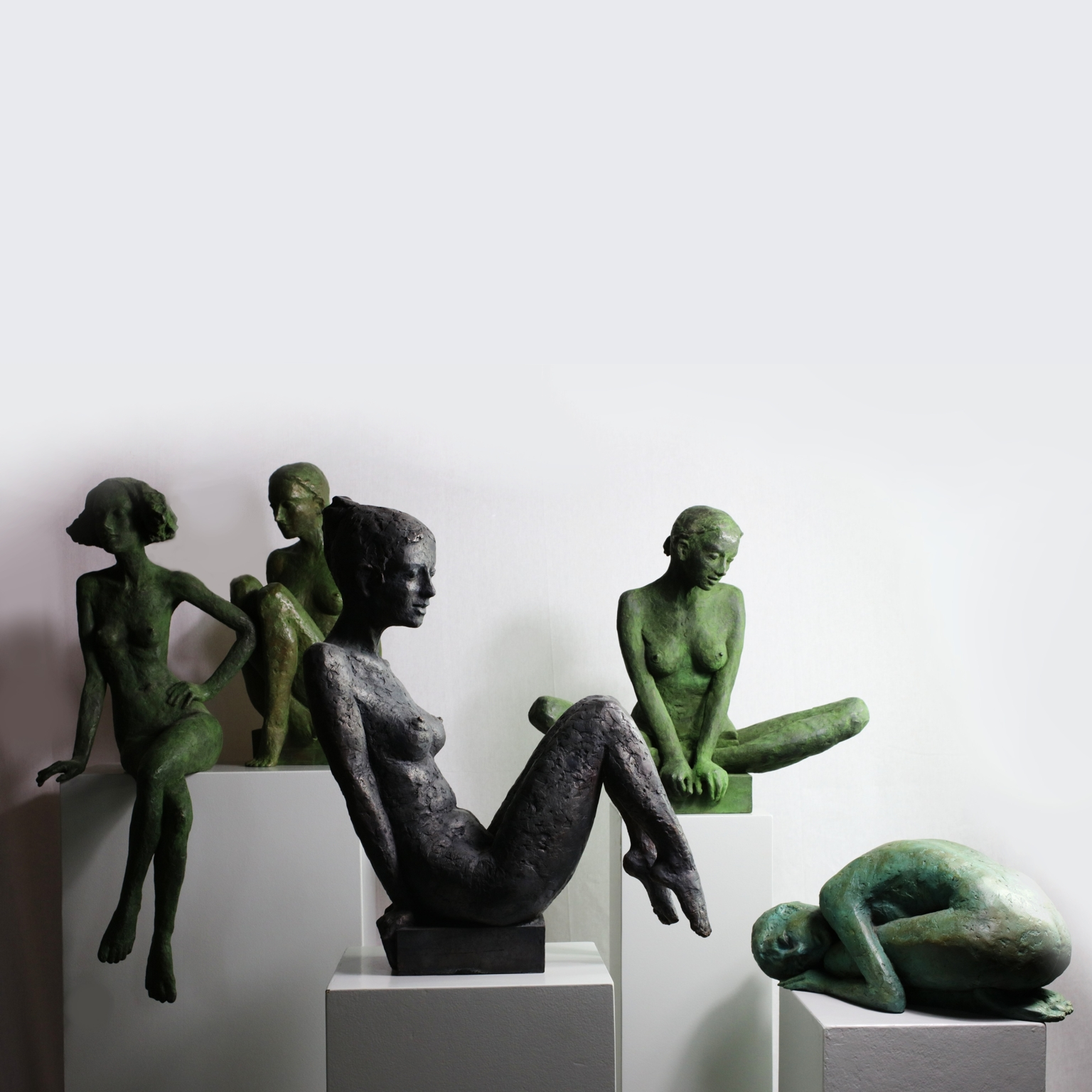
Bronzeplastiken

- „Zweite Rauhnacht“, 2016
- „Die andere Seite“, 2017
- Bronzeplastiken„Zwischenraum“, 2017
- Mädchen mit Mini, Bronzefigur von Kraißer„Kleiner Milan“, 2018
- „Gelb macht glücklich“, 2019
- „Neumond“, 2019
- „Ebbe 2020“
- „Sehnsucht“, 2020
- „Mein Kissen“, 2021

## Ausstellungen
Ihre Arbeiten werden seit 2003 kontinuierlich in einer Vielzahl an Einzelausstellungen, Gruppenausstellungen und Präsentationen im öffentlichen Bereich und auf Messen innerhalb Europas gezeigt. Bisheriger Höhepunkt war eine Einzelausstellung im Landesmuseum Ostholstein-Museum in Eutin im Jahr 2018.

## Literatur

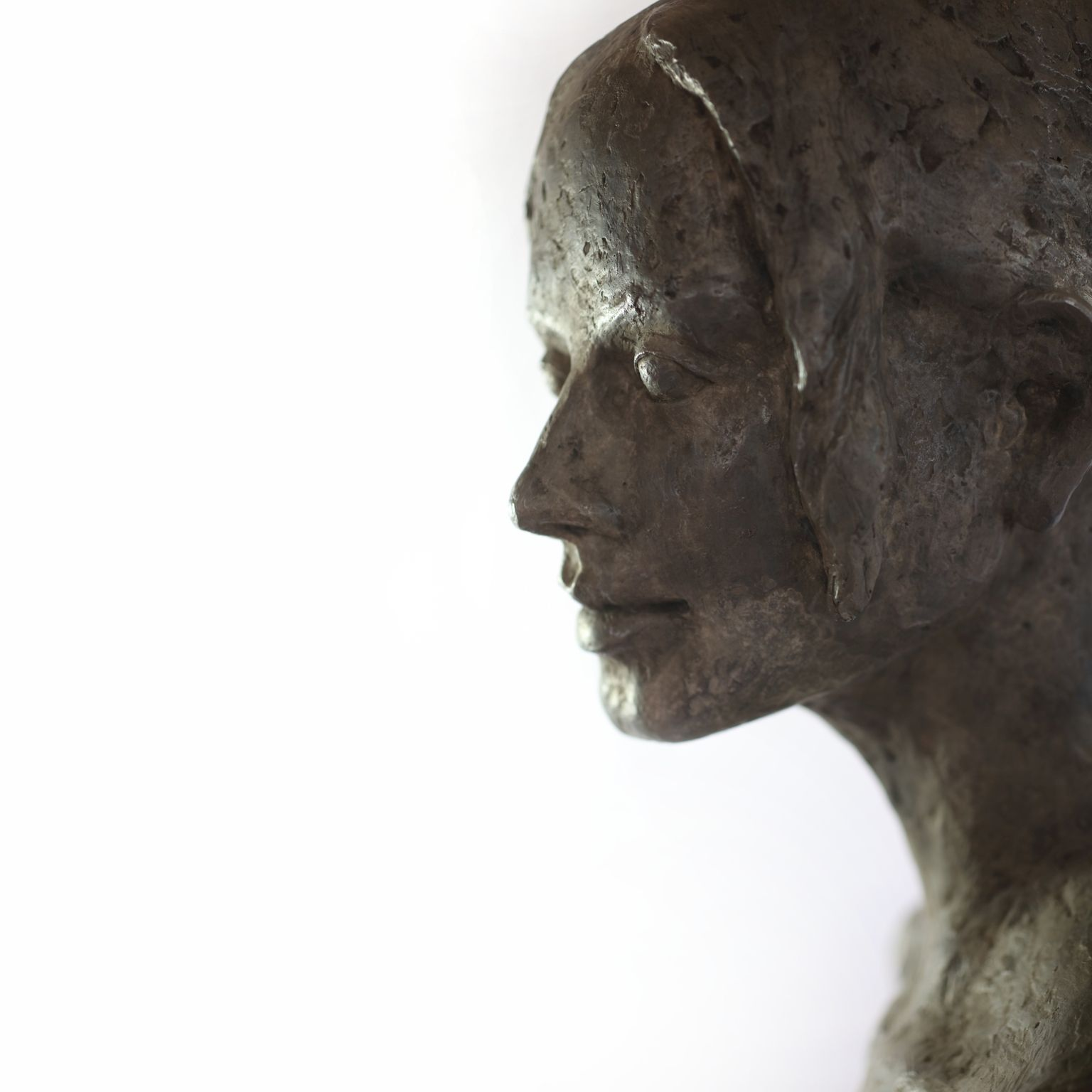
Bronzefigur Sommerkälte